# Ketos (organisk kemi)

Fruktos ett exempel på en ketos. Ketongruppen är den dubbelbundna syreatomen.

Ketos, inom organisk kemi, är en monosackarid med en ketongrupp per molekyl. Med tre kolatomer är dihydroxiaceton den enklaste ketosen och är den enda som inte är optiskt aktiv. Alla monosackaridketoser är reducerande sockerarter, eftersom de kan tautomerisera till aldoser via en endiolmellanprodukt och den resulterande aldehydgruppen kan oxideras, till exempel i Tollens test eller Benedicts test. Ketoser som är bundna till glykosider, till exempel när det gäller fruktosdelen av sackaros, är icke-reducerande sockerarter.

## Kemi
Ketoser och aldoser kan kemiskt differentieras genom Seliwanoffs test, där provet värms upp med syra och resorcinol. Testet bygger på uttorkningsreaktionen som inträffar snabbare i ketoser, så att medan aldoser reagerar långsamt och ger en ljusrosa färg, reagerar ketoser snabbare och kraftigare för att producera en mörkröd färg. Ketoser kan isomerisera till aldoser genom Lobry-de Bruyn-van Ekenstein-transformationen.

## Exempel

Släktträd för d-ketoser upp till hexoser: dihydroxiaceton (1); d-erytrolos (2); d-ribulos (3a); d-xylulos (3b); d-psikos (4a); d-fruktos (4b); d-sorbos (4c); d-tagatose (4d)

Alla ketoser nedan är 2-ketoner, med andra ord, karbonylgruppen finns på den andra kolatomen från slutet:
- Trioser: dihydroxiaceton
- Tetroser: erytrulos
- Pentoser: ribulos, xylulos
- Hexoser: fruktos, psicos, sorbos, tagatos
- Heptoser: sedoheptulos
- Oktoser: 3-deoxi-D-manno-oktulose (bas för KDO)
- Nonoses: d-glycero-d-galacto-nonulose (bas för neuraminsyra)